# Bübüszara Bejsenalijeva
Bübüszara Bejsenalijeva (kirgizül Бүбүсара Бейшеналиева; Voroncovka (Tas-Debe), Kirgiz Autonóm Szovjet Szocialista Köztársaság, 1926. szeptember 15. – Frunze 1973. május 10.), hazájában, Kirgizisztánban egyszerűen csak Bübüszara, az első neves kirgiz balett-táncos.

## Élete
A leningrádi Vaganova Balettakadémia növendékeként tanára a legendás orosz balerina, Agrippina Vaganova volt. A moszkvai Bolsoj Színházban debütált.
Bübüszara 1944-ben lett a kirgiz balett primabalerinája, miután eljátszotta Csolpon szerepét az azonos című kirgiz balettben. Roman Tyihomirov 1959-ben készült, azonos című filmjében pedig Ajdaj szerepét osztották rá. Később oktatással és képzéssel foglalkozott, a Kirgiz Nemzeti Balettiskola professzora lett.
Bübüszara látható a kirgiz 5 szomos bankjegyen. Szobra Biskekben áll, az opera és balettszínház épülete mellett.

## Filmográfia
- 1959 – Csolpon (Ajdaj szerepében)

## További információ
- UNESCO page